# Charles Bouchard
Joseph Jacques Charles Bouchard (Chicoutimi, 1956) è un generale canadese.

## Biografia
Nato in Chicoutimi (Québec) è entrato nelle Forze armate canadesi nel 1974, è diventato pilota di elicotteri nel 1976 e ha prestato servizio nel Canadian Forces Air Command a Petawawa (Ontario), a Gagetown (Nuovo Brunswick) e negli Stati Uniti a Fort Hood (Texas) e ha comandato il 444º Squadrone Tattico delle Forze aeree canadesi a Lahr (Germania).
Inoltre è stato comandante della base NORAD della Tyndall Air Force Base con sede a Panama City in Florida.
Bouchard inoltre è stato il direttore di studi strategici alla Harvard University, inoltre si è laureato all'Università del Manitoba di Winnipeg (Canada).
Dal 28 marzo 2011 dirige le operazioni della NATO in seguito all'intervento militare in Libia nel 2011 da Napoli.